# 乙女のパンチ
『乙女のパンチ』（おとめのパンチ）は、NHK総合テレビで2008年6月19日から7月24日までNHK木曜ドラマ8枠にて放送された日本のテレビドラマ。

## 概略
職を転々としていた女性が、プロボクサーになることを夢見て上京。さまざまな出会いを重ねながらチャンピオンの座を目指す。
当作で主役を演じる、しずちゃんこと山崎静代（南海キャンディーズ）は『笑える恋はしたくない』（2006年12月・TBS系）以来の主演ドラマとなる。

## あらすじ
早乙女ひかるは親の離婚で養護施設で育ち、高校卒業後は特に夢もなくテレフォンオペレーターを勤めていたが、クレーム客と口論し会社をクビになる。時をおかず、付き合っていた男にもフラれ、また転職先でも仕事に熱意が持てず、自分の将来に漠然とした不安を感じ途方に暮れていた。
　
そんなある日、偶然見かけたプロボクサーに一目ぼれ、下心から彼の所属するボクシングジムに通い始める。しかし、そのプロボクサーは妻子持ちであったことから失恋するも、スパーリングでK.Oされた時に感じた充実感や、米国で活躍する女子プロボクサー・NATSUKOの活躍を知り、ボクシングの魅力に取り付かれる。
　
本気でボクシングに取り組もうと決意したひかるは、子供時代の記憶に残る、やられてもやられても立ち上がるボクサー・森田正広が経営する森田ジムに入門すべく上京。しかし森田は、自分の意に反して家を出た娘に対する感情と女子ボクシングに対する懐疑から「女にボクシングを教える気は無い」と拒絶するも、ひかるの熱意に折れ「女性だからといって特別扱いはしない」という条件で入門を認める。すぐに音を上げるだろうと高を括っていた森田だが、しだいにひかるの熱意が本物である事に気付き、プロテスト合格と同時にリングネームを与える。

## 出演者
- 早乙女ひかる（ジャイアント乙女） - 山崎静代（南海キャンディーズ）
- 森田 夏子（NATSUKO） - 黒谷友香
- 中本 亜樹 - 岩佐真悠子
- 松尾 隼人 - 姜暢雄
- 三國 文造 - 清水綋治
- 川端桃平 - 綾田俊樹
- 杉山　勇 - 永田彬
- 松下 麗子 - 風花舞
- 谷口和夫 - 篠山輝信
- 樺島真知子 - 工藤時子
- ミチル - 笠菜月
- ジュンイチ - 中上海輔
- コウヘイ - 大澤志遠
- 岡崎 聡美 - 加賀まりこ
- 森田 正弘 - 蟹江敬三

## ゲスト
- 千々和義之
- RIPON
- 藤森賢治
- 松竹ウメコ - 吉岡奈都美
- ママ（キャバクラ） - 池津祥子
- 山本和美 ‐ なるみ
- ほっしゃん。
- 畑山隆則
- 梅澤公章（不動産屋） - 徳井優
- カメラマン - 神尾佑

## スタッフ
- 脚本：高山直也（第1,3,最終話）、半澤律子（第2,5話） 、川嶋澄乃（第4話）
- プロデューサー：貸川聡子（共同テレビ）
- 制作統括：一柳 邦久（NHKエンタープライズ）　若泉 久朗（NHK）
- 演出：木下高男,松木創
- 協力：バスク、フジアール、ベイシス
- 共同制作：NHKエンタープライズ・共同テレビ
- 製作著作：NHK

## 主題歌
- 安室奈美恵♪「Sexy Girl」

## 放送日程
| 各回                                           | 放送日  | サブタイトル | 視聴率 |
| ---------------------------------------------- | ------- | ------------ | ------ |
| 第1回                                          | 6月19日 | 大逆転!      | 9.5%   |
| 第2回                                          | 6月26日 | デビュー戦   | 10.2%  |
| 第3回                                          | 7月03日 | 殴れない!    | 7.7%   |
| 第4回                                          | 7月10日 | 再起にかける | 7.5%   |
| 第5回                                          | 7月17日 | 快進撃       | 8.4%   |
| 第6回 （最終回）                               | 7月24日 | 運命の対決   | 9.1%   |
| 平均視聴率8.7%（ビデオリサーチ調べ・関東地区） |         |              |        |

## エピソード
- ナインティナインのオールナイトニッポンで、当時山崎静代が「乙女のパンチ」の主演を務めることを知らなかった岡村隆史があしたのジョーを買いあさっていた姿を紹介した。岡村は「（山崎静代は）よほどストレスが溜まっているんだな」と勘違いしたが、リスナーから「それはドラマの役作り」との指摘を受けて「（山崎静代は）頑張っているなぁ」と感心した。

2008年6月5日放映土曜スタジオパークにゲスト出演した山崎静代の発言から
- ドラマ8は主に中学生・高校生向けの作品を制作する方針だが、「ボクシング見てるよ〜」と盛んに山崎静代に声をかけるほど反応が高いのは意外におばちゃんだったという。
- プロデューサーは、ドラマのオファーの段階で、山崎静代が趣味とはいえボクシングを始めていたことを全く知らなかった。
- 蟹江敬三は、ドラマ内で何度か山崎静代とスパーリングをしている。その時、手加減すると画面で分かるから、できるだけ本気で殴ったとのこと。それでもボディが強いので一切動じず、もっと強く殴っていいかなと思ったという。山崎静代も「蟹江さんのパンチが一番痛かった」と認めた上で、「痛い演技は難しいので、本気で殴ってくれて嬉しかった」と話した。他に蟹江は山崎にワセリンを使った悪戯や足の裏をくすぐったりしながら、山崎の緊張を解きほぐした。
- 山崎静代の体重は、クランクインからクランクアップまでの間にボクシング効果で8キロ減量した。
- ボクシング指導の梅津正彦氏は、山崎静代からのパンチが入り、翌日も首痛が続いた経験を告白。梅津はプロの選手と比べても、下半身にキレがあると絶賛。